# Київська (станція метро, Арбатсько-Покровська лінія)
55°44′35.35″ пн. ш. 37°33′51.54″ сх. д. / 55.7431528° пн. ш. 37.5643167° сх. д.
«Київська» (рос. Киевская) — станція Арбатсько-Покровської лінії Московського метрополітену. Розташована між станціями «Смоленська» і «Парк Перемоги».
Відкрита 5 квітня 1953 у складі дільниці «Площа Революції»-«Київська». Назву отримала по Київському вокзалу, як і однойменна станція Філівської і Кільцевої лінії. Станція була кінцевою протягом 50 років (1953—2003).

## Вестибюлі і пересадки
Станція має пересадки на однойменні станції Кільцевої і Філівської лінії. На станції один вестибюль, поєднаний зі станцією Кільцевої лінії, що знаходиться у будівлі Київського вокзалу. Для виходу в місто служать сходи ліворуч від глухого західного торця станції. Перехід на станцію Фільовської лінії здійснюється через той же вестибюль. Навпроти сходів переходу на Фільовську лінію знаходяться закриті в даний момент сходи, які, імовірно, ведуть до заділу під додатковий вихід. Перехід на Кільцеву лінію здійснюється як через суміщений вестибюль, так і по ескалаторному нахилу в східному торці станції. Сходи в центрі залу служать для спуску пасажирів з вестибюля на станцію.

### Пересадки
- Залізнична станція Москва-Пасажирська-Київська
- Метростанції: 
  -  Київська
  -  Київська
- Автобуси: 91, 91к, 119, 157, 205, 266, 320, 394, 474, 791, 840, м17, т7, т34, т39, т39к; 
  - обласні: 454, 477

## Технічна характеристика
Конструкція станції — пілонна трисклепінна станція (глибина закладення станції — 38 м). Споруджена за типовим проектом. Діаметр центрального залу — 9,5 м, бокових залів — 8,5 м.
Щоденний пасажиропотік по вестибюлям становить 75 270 осіб, на Кільцеву лінію — 30 900 осіб, на Фільовську лінію — 40 300 осіб.

## Оздоблення
Оздоблення станції присвячено Радянській Україні і темі возз'єднання України з Росією. Пілони і колійні стіни оздоблені білим мармуром «коєлга»; підлогу вистелено сірим Янцівським гранітом і мармуром «саліеті». Керамічний фриз, що прикрашає пілони, декоровано українськими орнаментальними мотивами з елементами класики. Освітлення — люстри (з гранованого кришталю) з лампами розжарювання авторського виконання, згодом неодноразово застосовувалися на інших станціях (наприклад, на старій станції «Першотравнева» (в депо «Ізмайлово») і на ВДНХ).
Архітектурна цілісність станції досягається застосуванням мармуру «коєлга» для оздоблення пілонів як центрального залу, так і бічних нав. Суцільна сіра підлога з Янцевського граніту підкреслює відчуття стриманої цілісності. Основну ж роботу взяв на себе саме керамічний кольоровий фриз, що оздоблює пілони, що диктує мажорний настрій в цілому. Ритм пілонів посилений червоним мармуром «саліеті», яким вистелено підлогу по периметру пілона.
Автори «Київської» приділили основну увагу архітектурі пілонів, які є провідною деталлю архітектурної композиції станції. Гладкий пілон, оздоблений світло-сірим мармуром, оздоблений звичайним класичним антаблементом. Але антаблемент отримав значне керамічне оздоблення, запозичене з багатющої української кераміки.

## Колійний розвиток
За станцією розташовані два тупики, що використовували для обороту потягів, коли станція була кінцевою. На 2010-і, після продовження лінії в Митіно оборот потягів на «Київській» відбувається рідко (в основному в разі екстрених нештатних ситуацій), раніше його використовували в години пік, оскільки тільки частина потягів прямувала до колишньої кінцевої станції «Парк Перемоги». Також тупики використовують для нічного відстою. Раніше їх використовували для технічного обслуговування потягів, на 2010-і все це відбувається в оборотних тупиках за станціями «Молодіжна» і «Строгіно». Але, ці тупики активно використовували 15-16 серпня 2009 року, коли ділянка від станції «Строгіно» до станції «Київська» був закритий на реконструкцію з установки АЛС-АРС. (Ділянка «Кунцевська» — «Крилатське» була не укомплектована АЛС-АРС).

## Галерея

Станція «Київська»
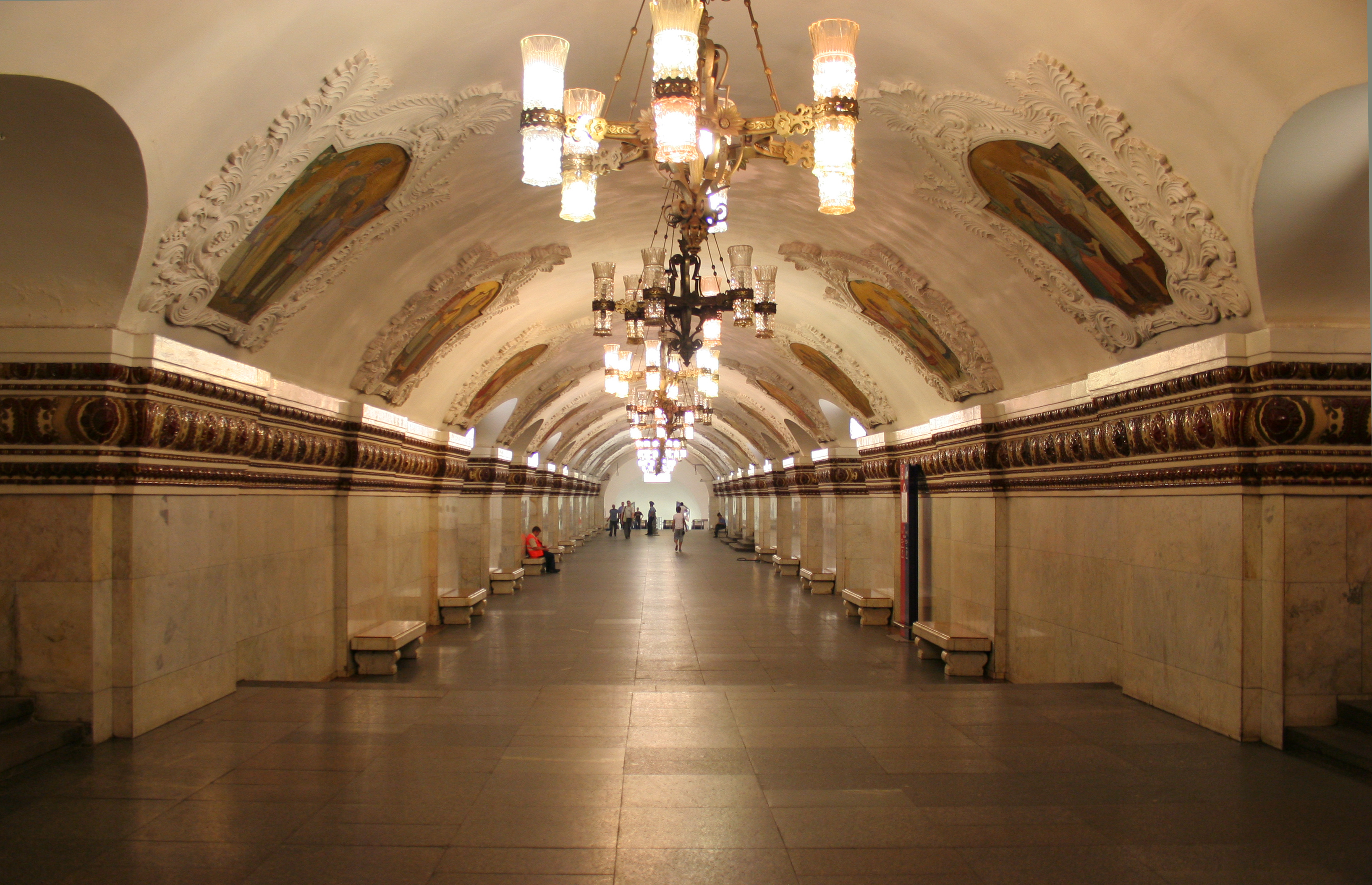
Зал станції
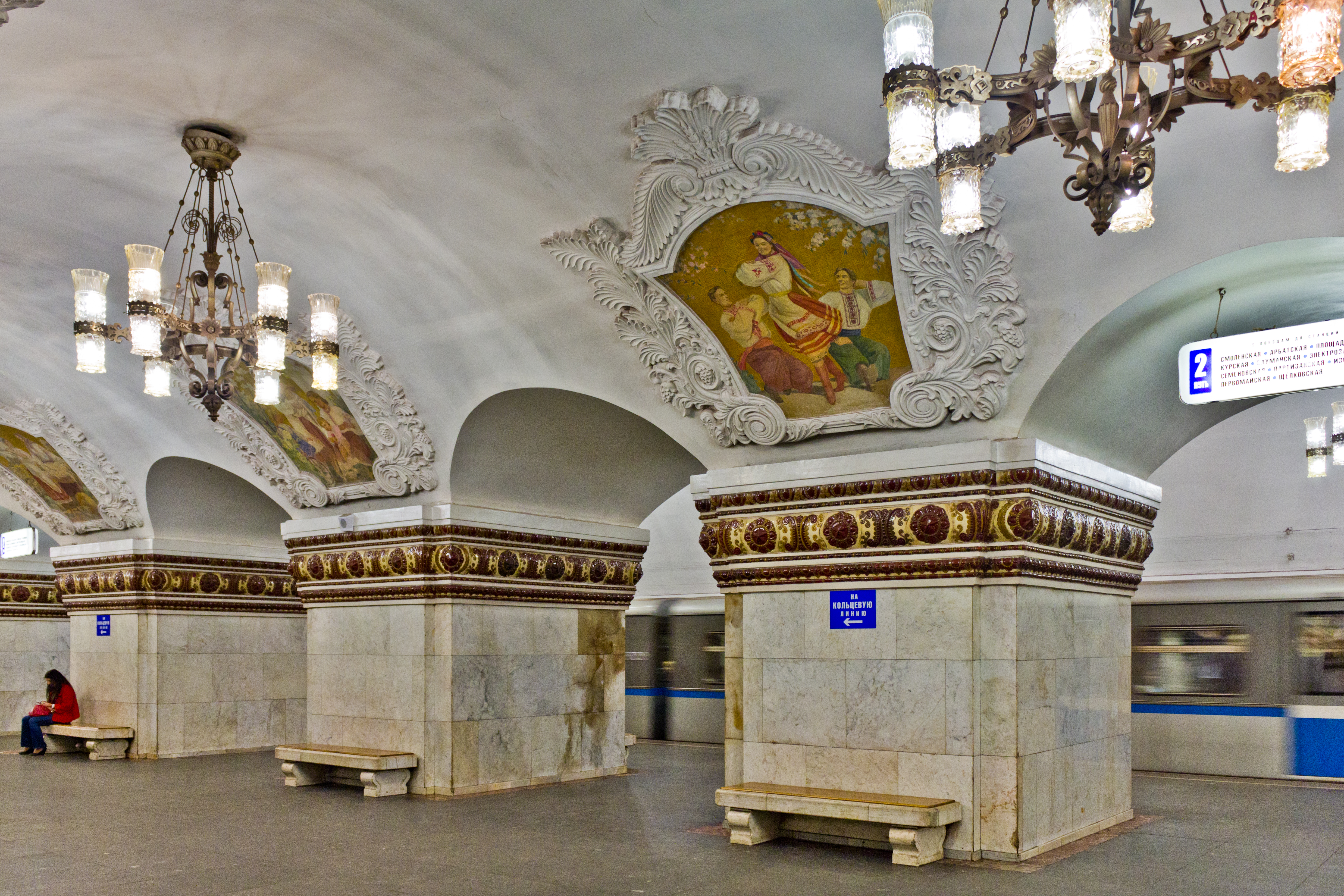
Пілони
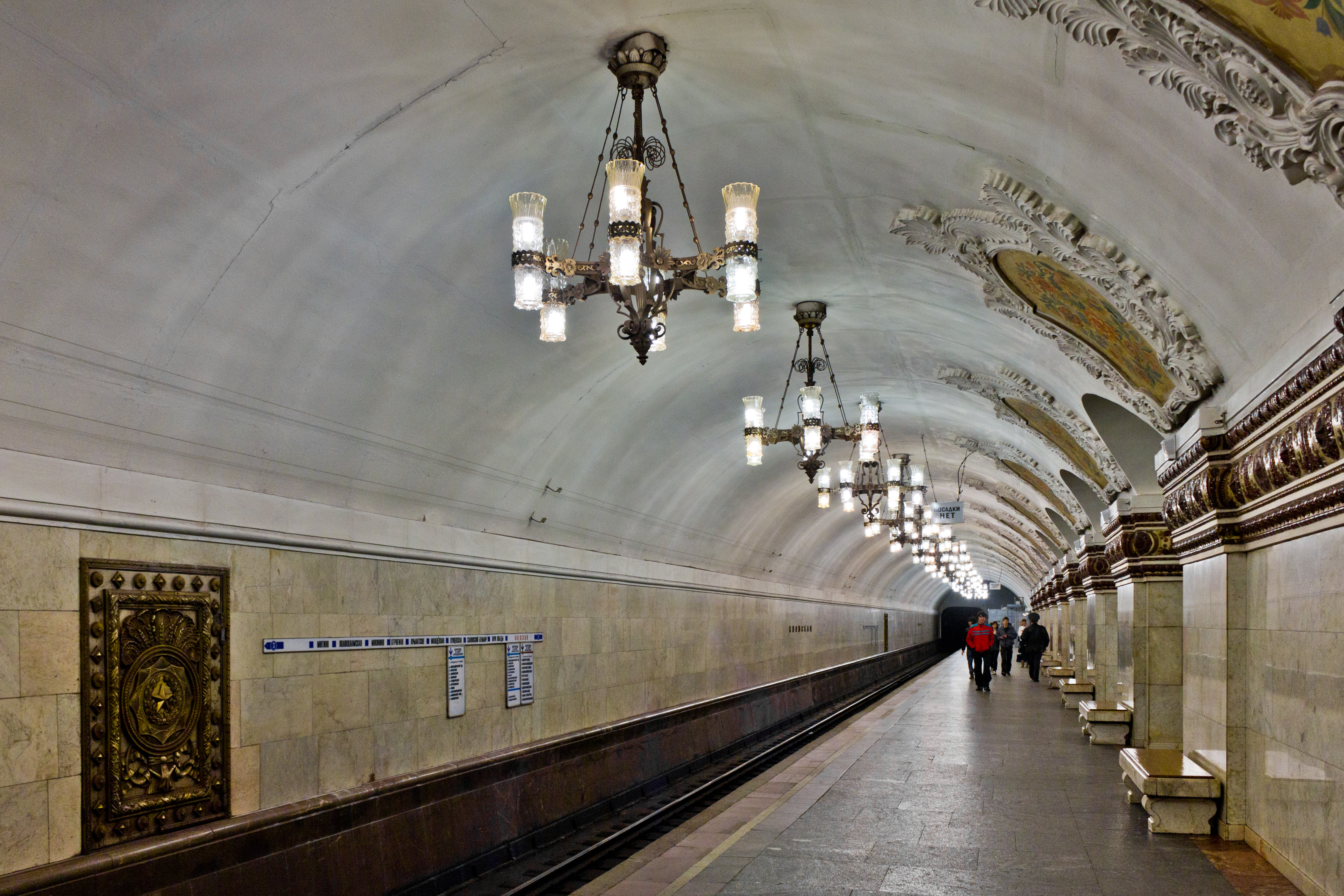
Посадкова платформа
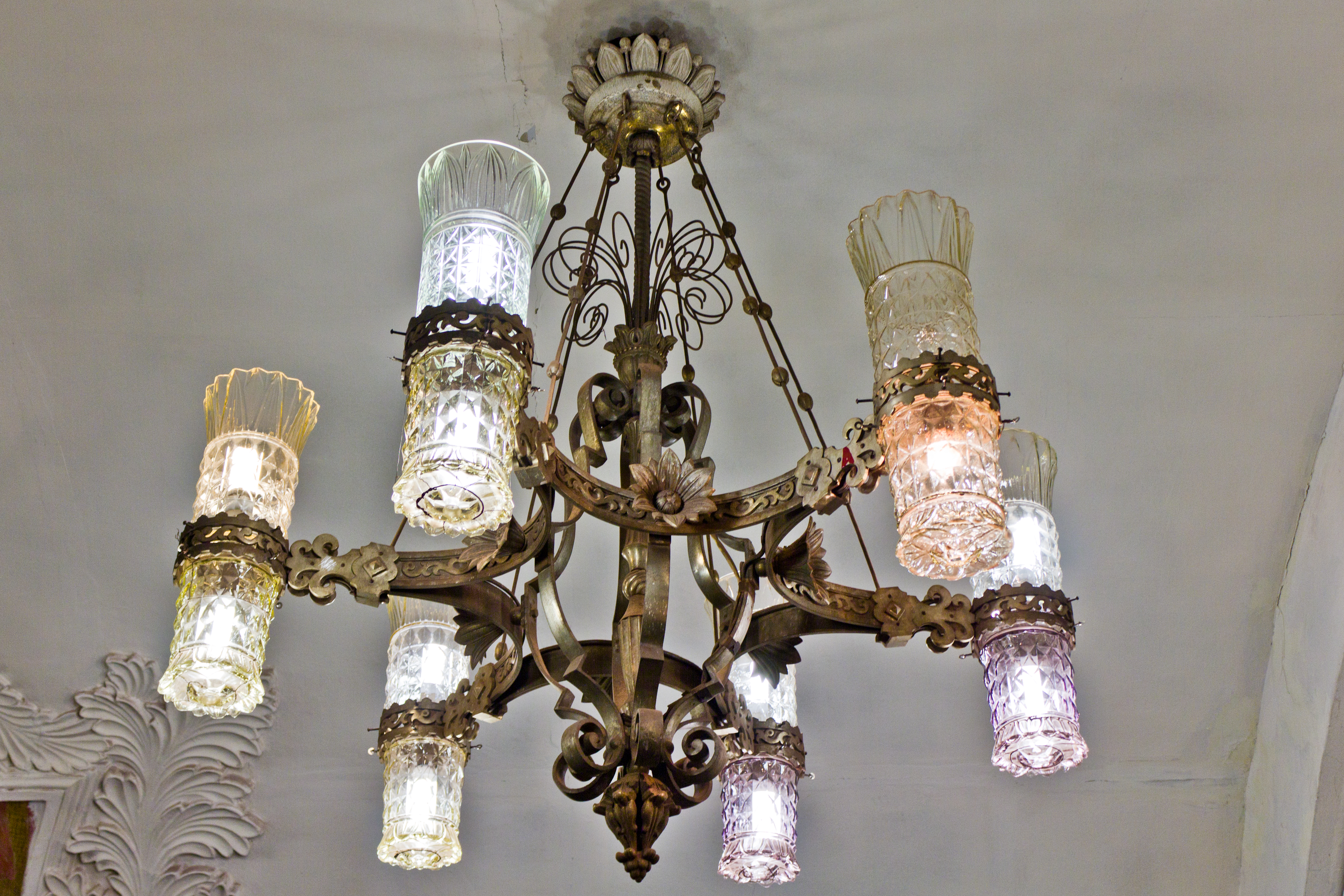
Світильник
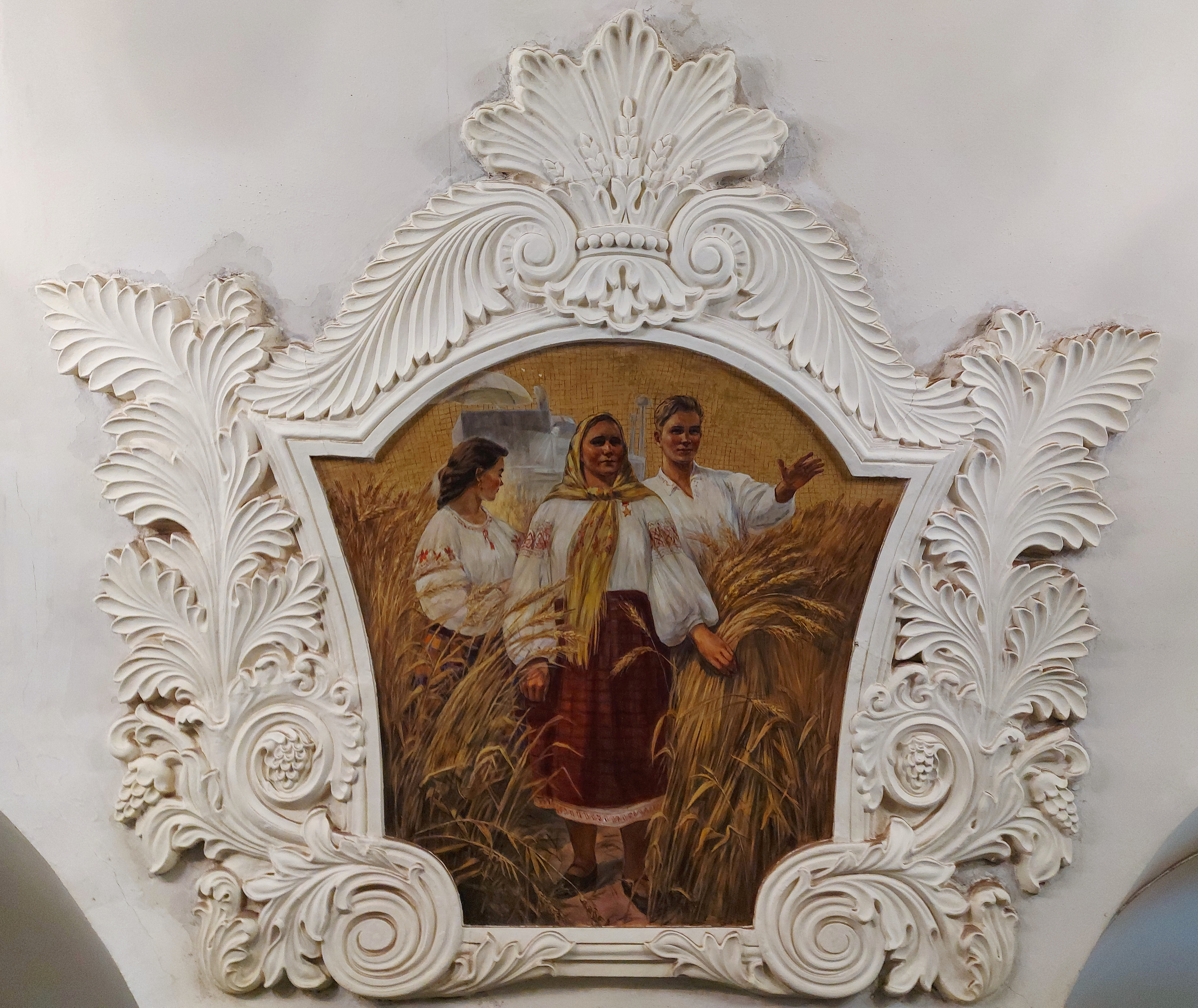
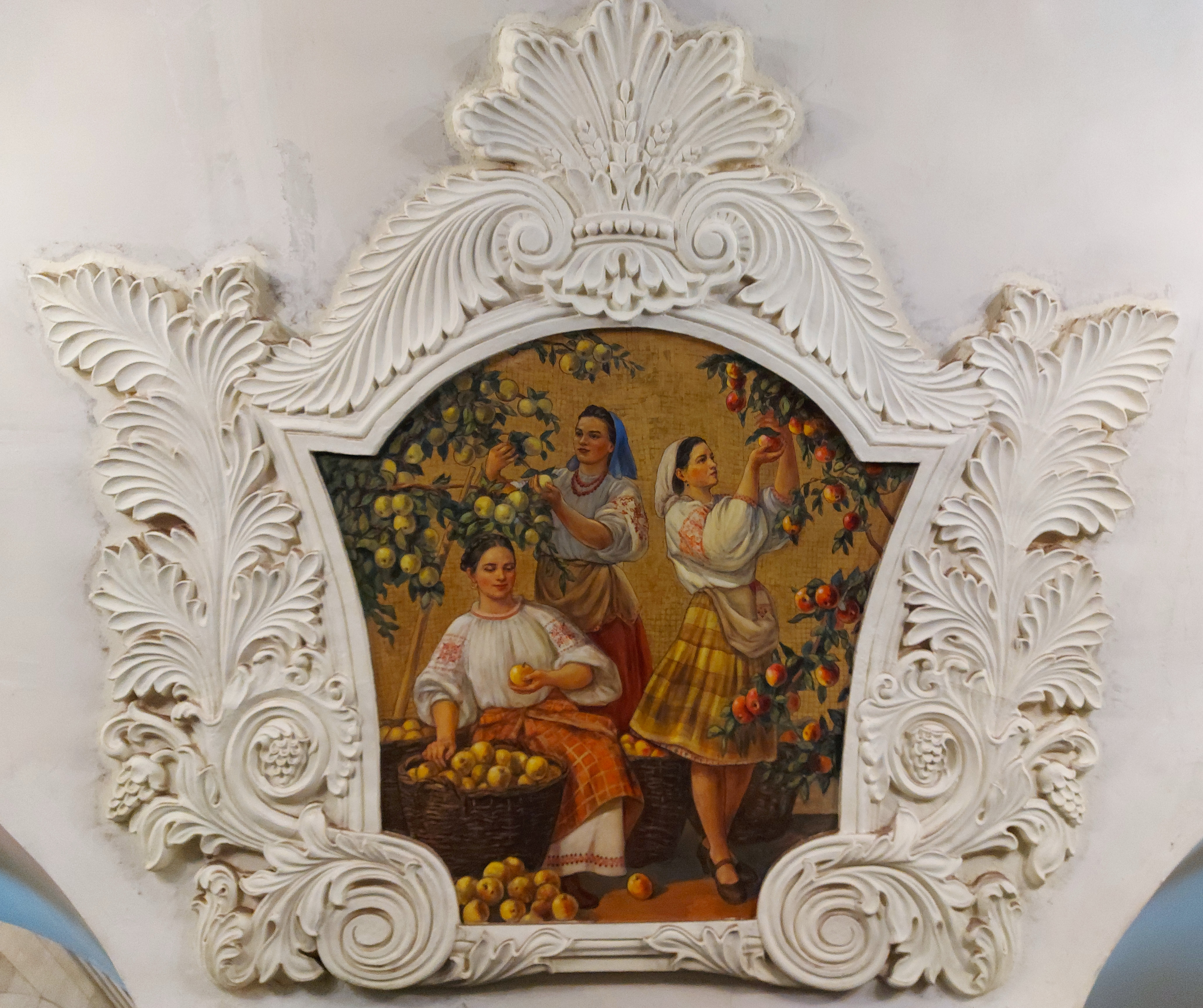
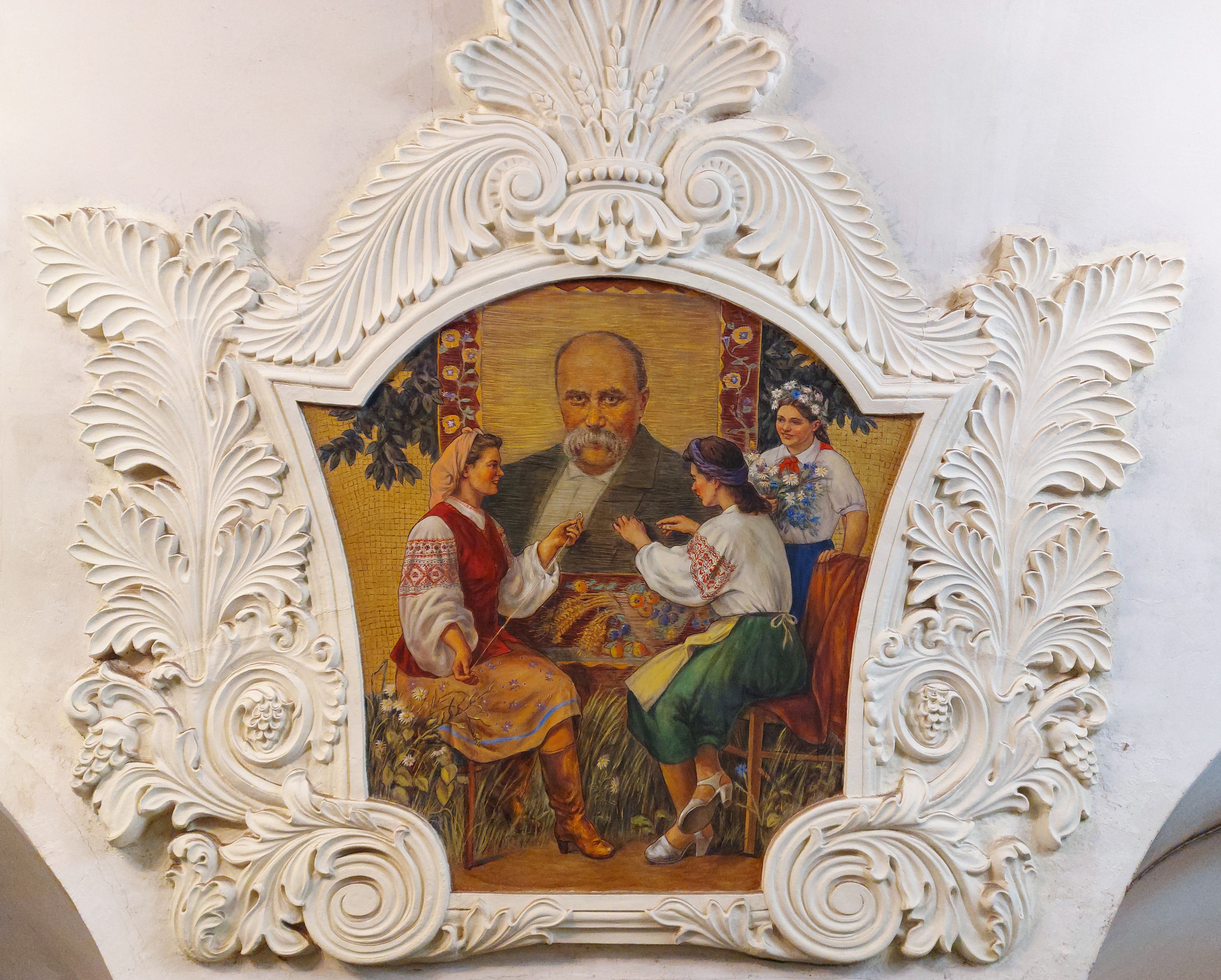
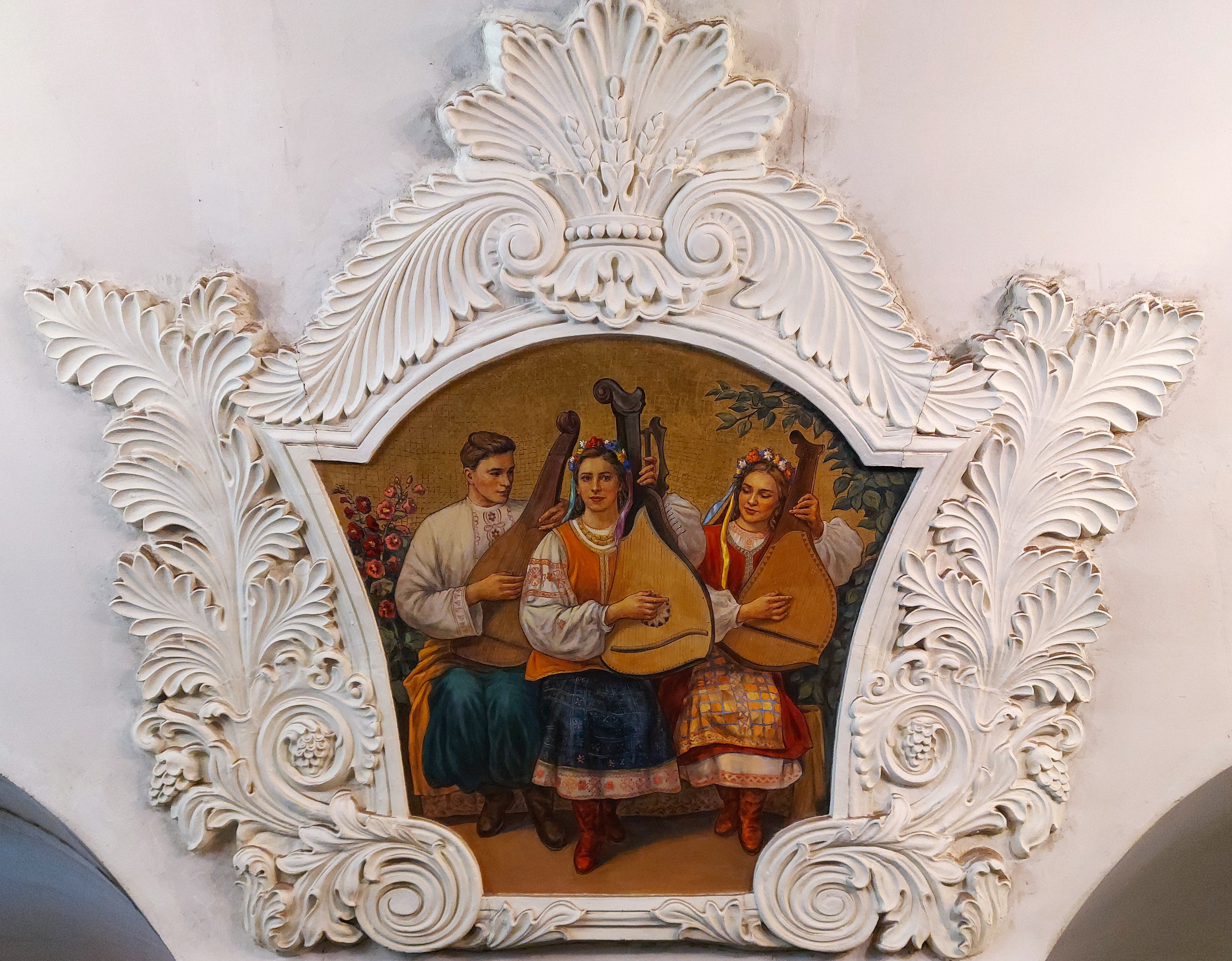
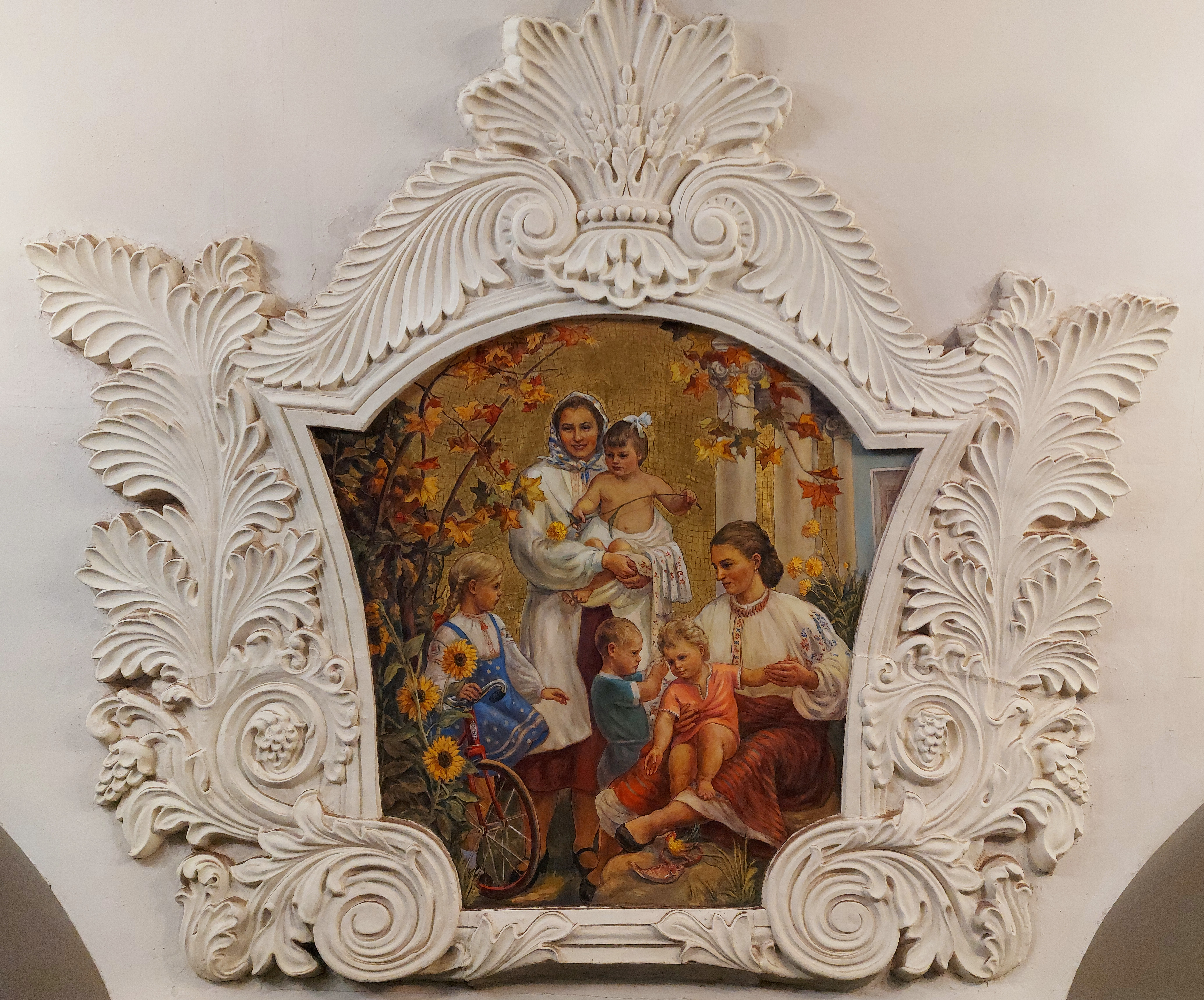
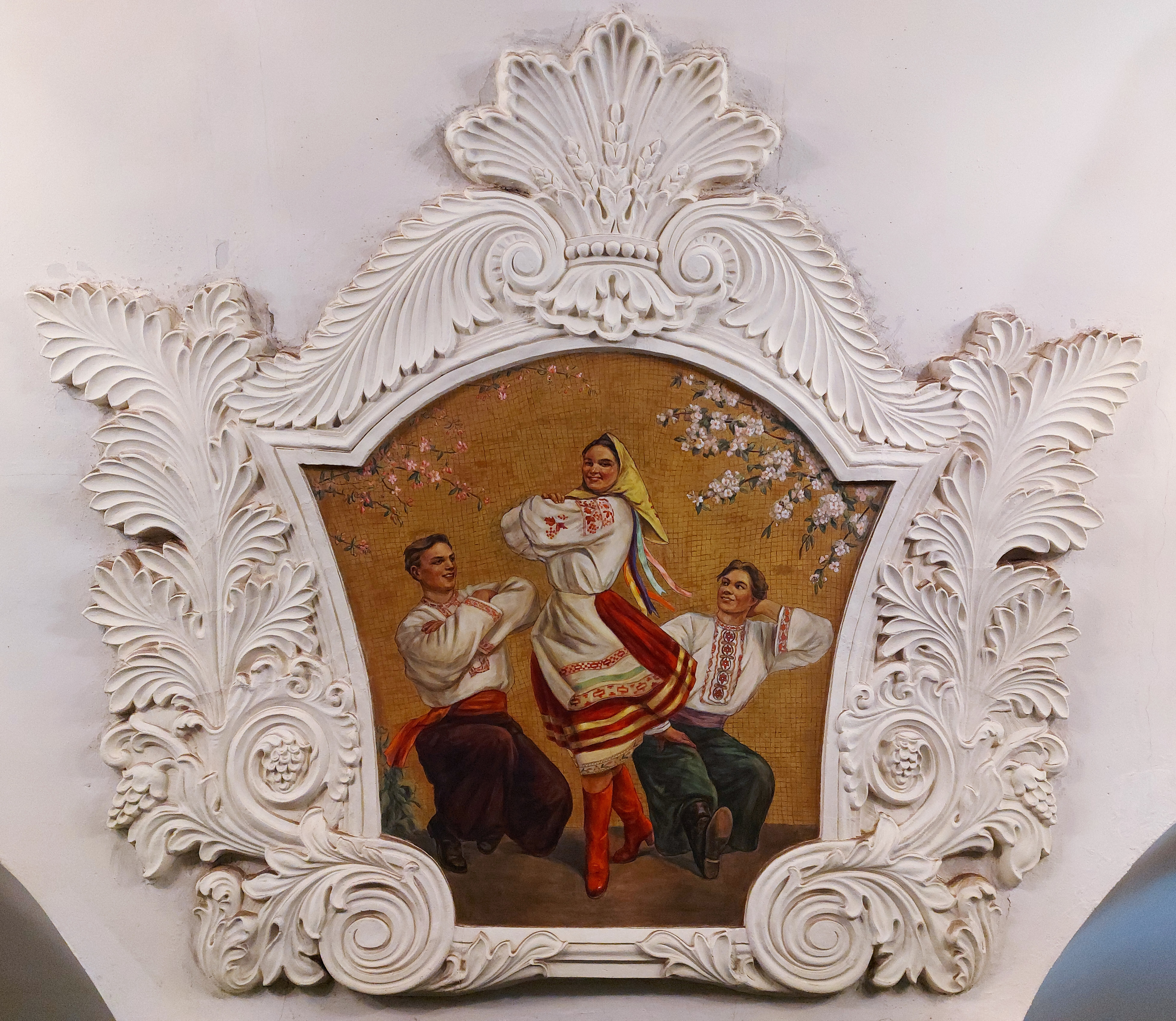
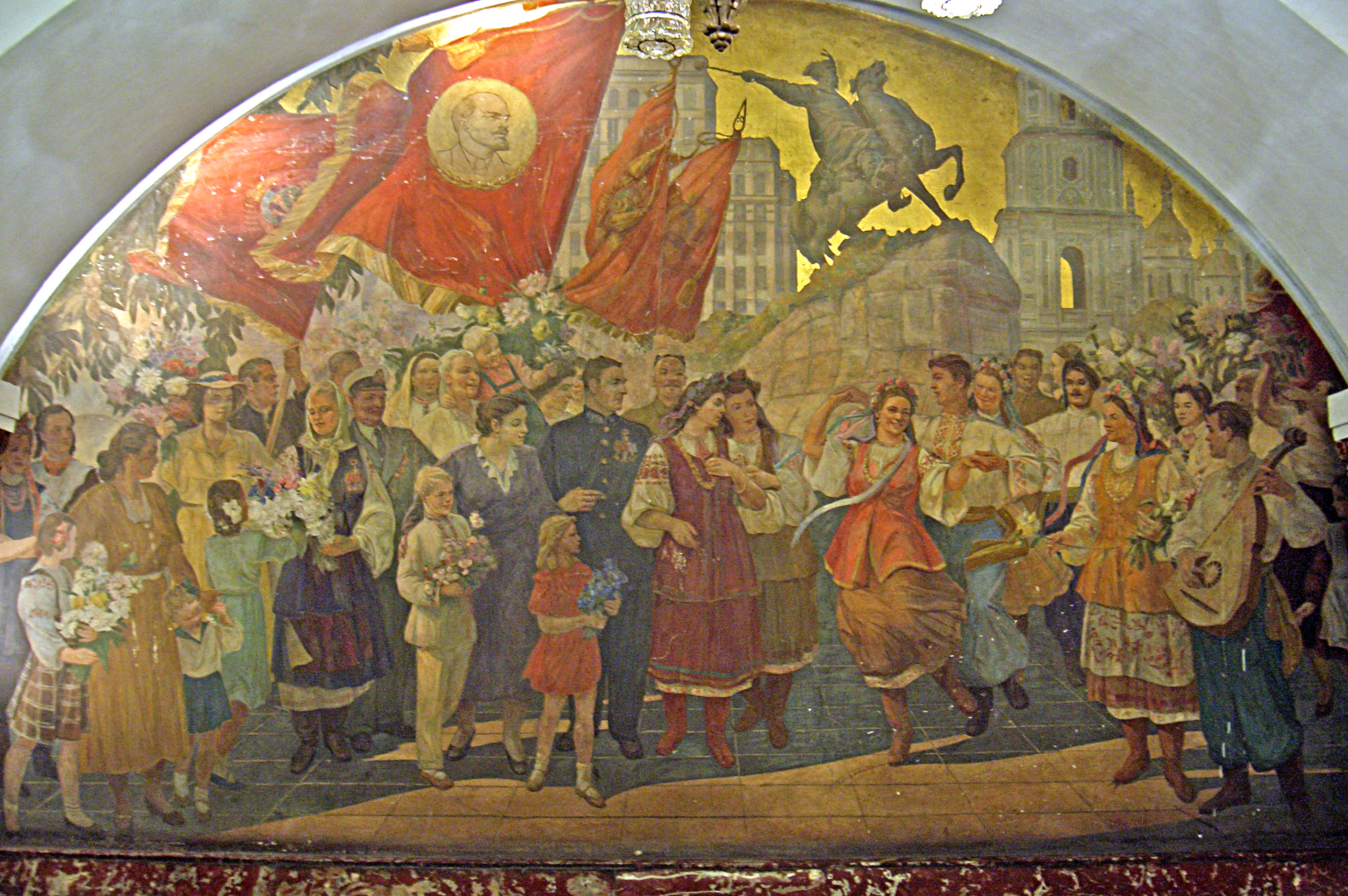
Panel at the end of the hall
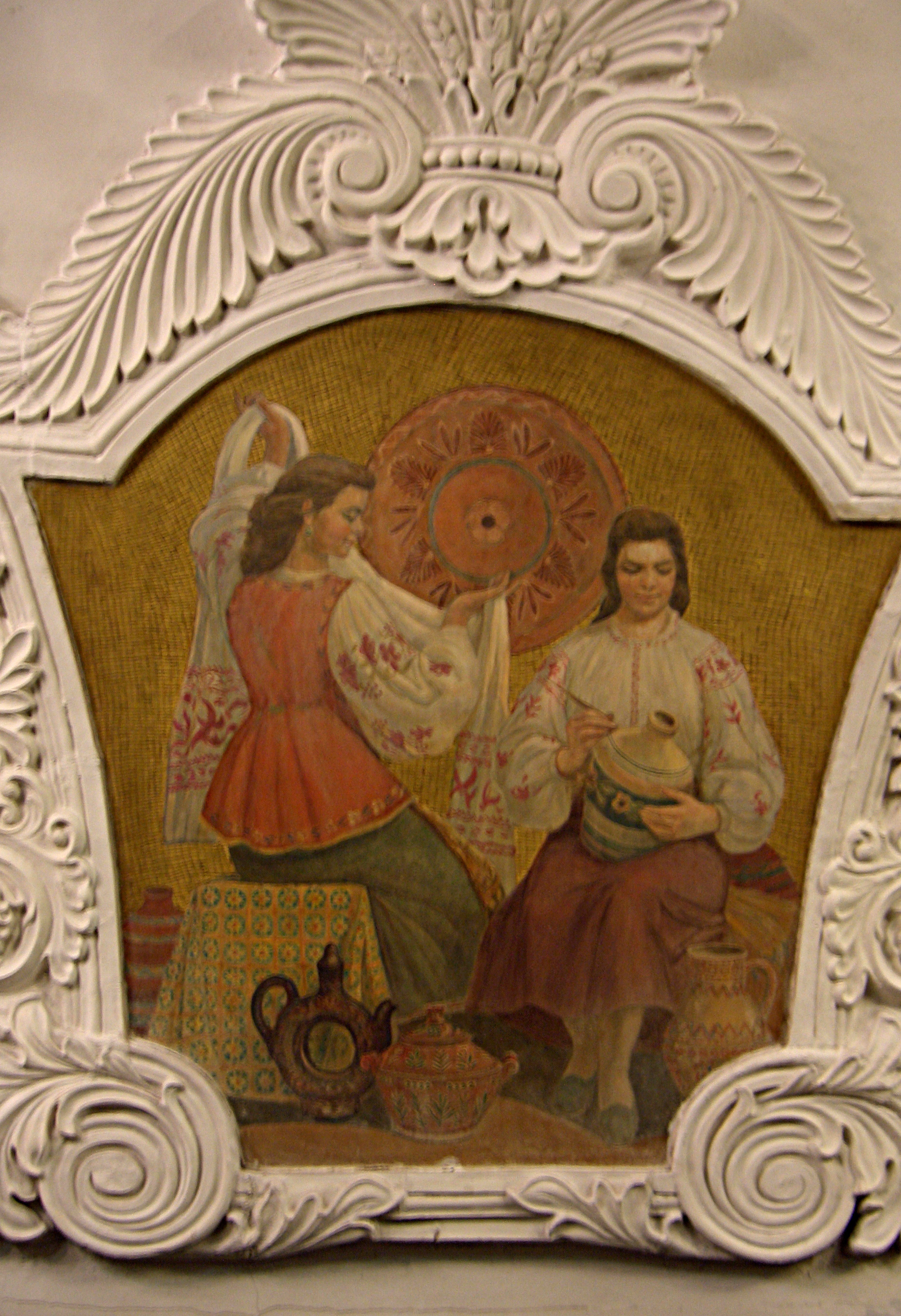
Mosaic
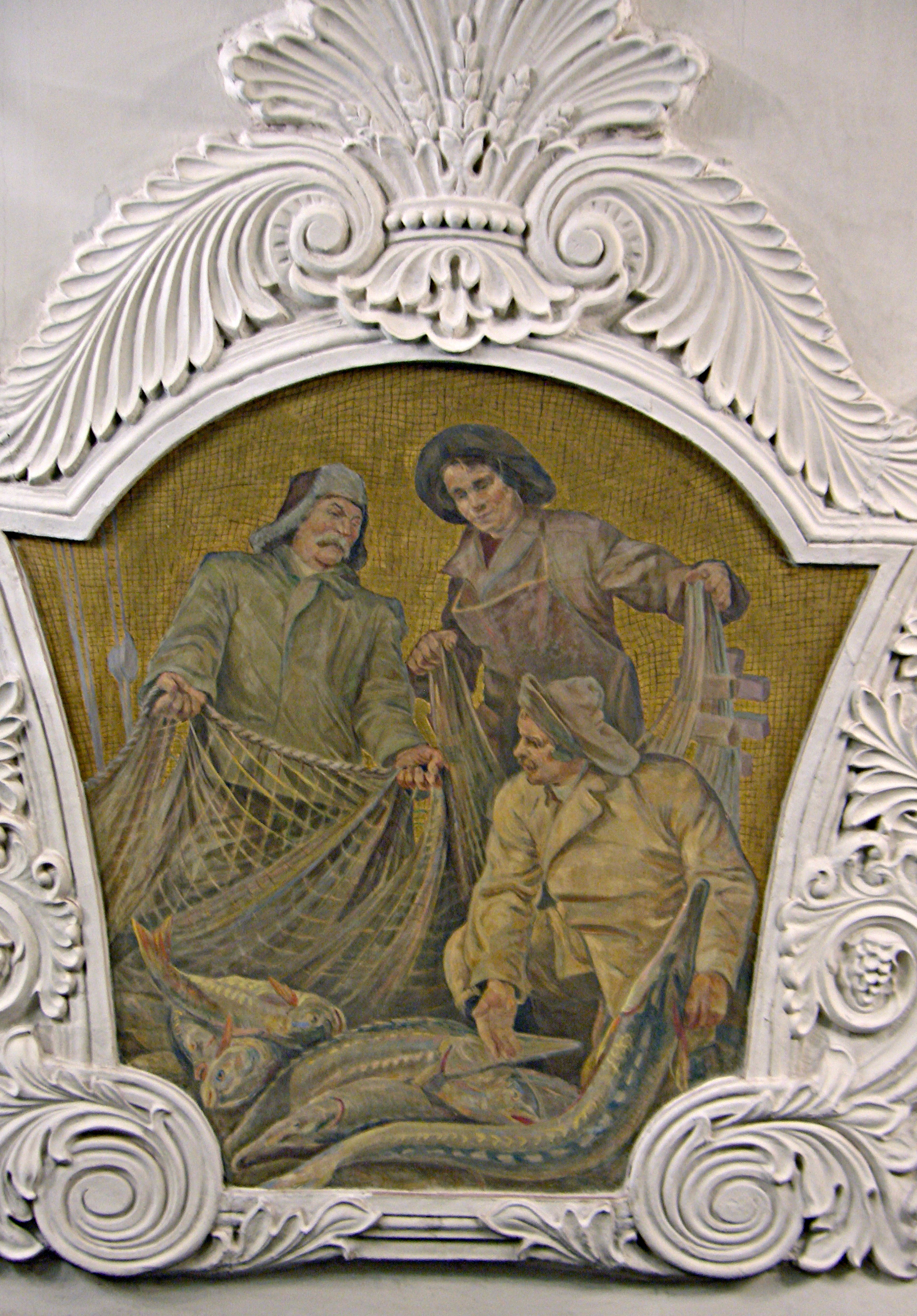
Mosaic
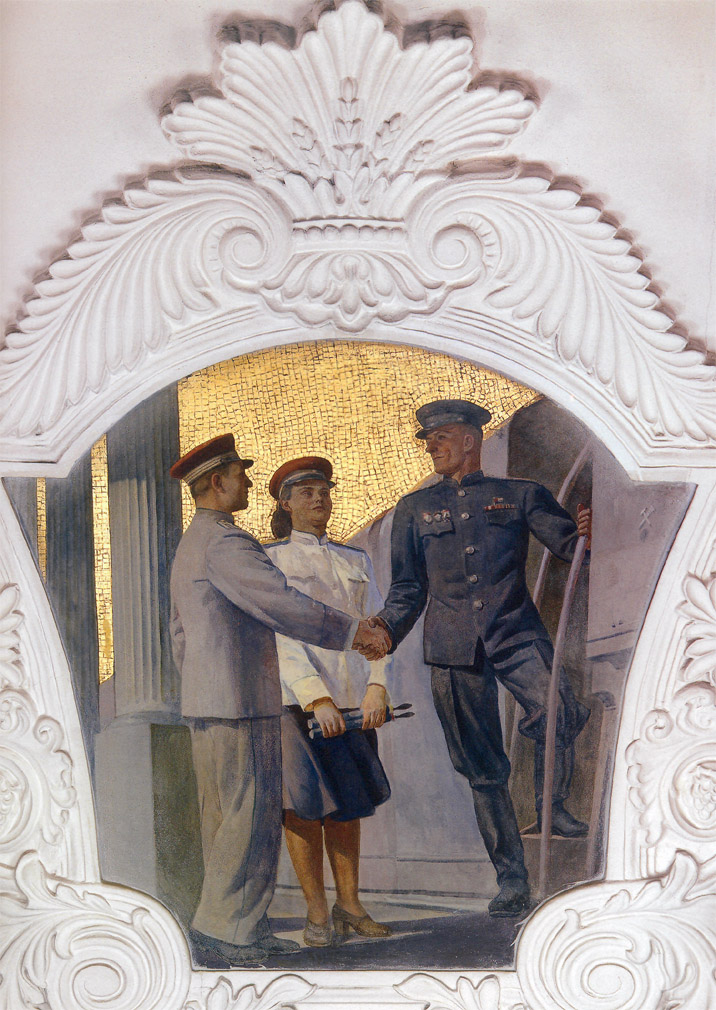
Mosaic

## Ресурси Інтернету
- Київська на www.metro.ru [Архівовано 14 Квітня 2016 у Wayback Machine.](рос.)
- Київська на www.mosmetro.ru(рос.)
- Київська на news.metro.ru [Архівовано 19 Серпня 2012 у Wayback Machine.](рос.)
- Схема пересадного вузла на www.metroreklama.ru [Архівовано 8 Січня 2014 у Wayback Machine.](рос.)

| Попередня станція | Лінія | Лінія                      | Лінія | Наступна станція |
| ----------------- | ----- | -------------------------- | ----- | ---------------- |
| Смоленська        |       | Арбатсько-Покровська лінія |       | Парк Перемоги    |